# 366487 Neilyoung
366487 Neilyoung è un asteroide della fascia principale interna. Scoperto nel 2002, presenta un'orbita caratterizzata da un semiasse maggiore pari a 2,391255 UA e da un'eccentricità di 0,128568, inclinata di 9,492716ª rispetto all'eclittica.
È dedicato all'omonimo cantautore e chitarrista canadese naturalizzato statunitense.